# Selma Rıza
 (janvier 2025).
Si vous disposez d'ouvrages ou d'articles de référence ou si vous connaissez des sites web de qualité traitant du thème abordé ici, merci de compléter l'article en donnant les références utiles à sa vérifiabilité et en les liant à la section « Notes et références ».
Selma Rıza , née le 5 février 1872 et morte le 5 octobre 1931, est la première journaliste turque et l'une des premières romancières de son pays. 

## Biographie
Après sa formation auprès de professeurs particuliers à Constantinople, elle se rend en France, à Paris, en 1898, où elle rejoint son frère aîné Ahmet Rıza, membre du mouvement des Jeunes Turcs. Elle étudie à l'université de la Sorbonne, et est affiliée au Comité Union et Progrès (CUP). Elle est, à ce moment, la seule femme membre de la commission. 
Elle écrit dans deux journaux publiés à Paris, un bimensuel publié sous la direction de son frère Ahmed Rıza, Mechveret Supplément Français, et dans Şura i Himmet, en langue turque. En 1908, elle retourne à Constantinople, où elle écrit dans deux journaux, Hanımlara Mahsus Gazete (« Journal des Femmes ») et Kadınlar Dünyası (« Le monde des femmes »). 
Entre 1908 et 1913, elle est secrétaire générale du Croissant-Rouge. Pendant les dernières années de l'Empire ottoman, elle travaille pour transformer l'Adile Sultan Palace (en), un palais royal à Constantinople, en une école de filles. Avec l'aide de son frère, elle réussit et le palais devient l'« École secondaire pour filles de Kandilli » (turc : Kandilli Kız Anadolu Lisesi) jusqu'en 1986, date où il est partiellement brûlé.
En 1892, à l'âge de vingt ans, elle écrit un roman, non publié, Fraternité (Uhuvvet). Il est publié en 1999 par le ministère turc de la Culture.
Elle meurt le 5 octobre 1931.
Après sa mort, sa famille a pris le nom de famille Feraceli. Elle est donc aussi connue sous le nom de Selma Rıza Feraceli.